# Франко Комоти
Джанфранко „Франко“ Комоти (на италиански: Franco Comotti) е бивш пилот от Формула 1. Роден на 24 юли 1906 г. в Бреша, Италия.

## Формула 1
Франко Комоти прави своя дебют във Формула 1 в Голямата награда на Италия през 1950 г. В световния шампионат записва 2 състезания като не успява да спечели точки, състезава се за отборите на Мазерати и Ферари.